# Щипаная
Щи́паная — рыбное блюдо на Руси, полный рецепт которого в настоящее время утерян. 
Существует несколько основных версий относительно того, что оно из себя представляло.
1. Ухи щипаные — уха из вяленой рыбы, которую «щипали» кусками.
2. Известный историк кулинарии В. В. Похлёбкин высказал предположение, что «щипаным» называли блюдо новгородской кухни, представлявшее собой мелких окуней, запаренных с молоком на сковородах, а полное название блюда было «щипанаа подпарная». Контраргументы: определение «щипанаа» применяется к разным видам рыбы — лососю, сигу и щуке. Согласно «Указу о трапезе» (1589/90 гг.), готовили рыбу разными способами — вялили, парили и жарили («щипанаа вялых сиговья», «щипанаа свежих подпарная», «щипана в сковрадах»). Щипаную рыбу ели в Великий и другие посты, что исключает её запекание в молоке.
3. Щипаная означает не название блюда, а качество рыбы, например, мелкую рыбу вообще, мелких, не набравших вес лососевых или какие-то их части так же, как «хохлями» называлась мелкая сушёная рыба.